# Loreto Cabo Maguregui
Loreto Cabo Maguregui (Bilbao, Biscaia, 1964) és una sindicalista i activista basca.
Va néixer a Bilbao en 1964. Des de jove va estar molt unida a l'àmbit sindical. És membre del sindicato Langile Abertzaleen Batzordeak (LAB) i una de les representants de LAB. Actualment és la delegada sindical de LAB en l'Administració de Justícia i també és la portaveu de LAB.
Com a sindicalista i delegada sindical també és activista en àmbits com la euskaldunizació de l'Administració de la Justícia i a portar el basc a tot els àmbits judicials.